# Dave Jokerst
Dave Jokerst (Saint Louis, 1º gennaio 1946) è un ex calciatore statunitense, di ruolo portiere.

## Caratteristiche tecniche
Di ruolo portiere, era specializzato nel parare i rigori.

## Carriera
Nel 1969 viene ingaggiato dai St. Louis Stars, franchigia della North American Soccer League.
Jokerst rimase in forza agli Stars sino al 1977, ottenendo come miglior risultato il raggiungimento delle semifinali nel torneo 1975, perse contro i Portland Timbers.
Nel 1978 la franchigia degli Stars venne ricollocata ad Anaheim divenendo i California Surf: Jokerst seguì la squadra e rimase nella rosa dei Surf sino al 1979, raggiungendo in entrambe le stagioni di militanza gli ottavi di finale del torneo.
Jokerst disputò con gli Stars ed i Surf anche i campionati indoor.